# Egoista (Shari)
Egoista è un singolo della cantante italiana Shari, pubblicato il 9 febbraio 2023.
Il brano è stato presentato durante la seconda serata del Festival di Sanremo 2023.

## Video musicale
Il video, diretto da Nikolaj Corradinov, è stato reso disponibile in concomitanza del lancio del singolo attraverso il canale YouTube della cantante.

## Tracce
1. Egoista – 2:53

## Classifiche
| Classifica (2023) | Posizione massima |
| ----------------- | ----------------- |
| Italia            | 38                |